# Capillostrongyloides
Genre
Capillostrongyloides est un genre de nématodes de la famille des Capillariidae.

## Description
Le stichosome est constitué d'une unique rangée de stichocytes. Chez le mâle, l'extrémité postérieure est dépourvue de palettes caudales contrairement à d'autres Capillariidae mais est munie d'une bourse membraneuse très développée et soutenue par deux lobes latéraux, courts et larges et portant une papille à leur base. Le spicule, souvent peu sclérifié, n'a pas de rainures transversales rugueuses et sa gaine n'est pas épineuse. L'appendice vulvaire de la femelle est absent.

## Hôtes
Les espèces de ce genre parasitent le tube digestif de poissons.

## Taxinomie
Le genre est décrit en 1935 par les parasitologistes João Ferreira Teixeira de Freitas et Herman Lent.
Dans sa monographie de 2001 sur les nématodes de la super-famille des Trichinelloidea parasitant les animaux à sang froid, le parasitologiste tchèque František Moravec reconnaît les espèces suivantes :
- Capillostrongyloides ancistri Moravec, Gelnar & Řehulska, 1987[5]
- Capillostrongyloides fritschi (Travassos, 1914)[6]
- Capillostrongyloides norvegica Moravec & Karlsbakk, 2000[7]
- Capillostrongyloides physiculi (Johnston & Mawson, 1945)[8]
- Capillostrongyloides sentinosa (Travassos, 1927)[9]
- Capillostrongyloides tandani (Johnston & Mawson, 1940)[10]
- Capillostrongyloides tasmanica (Johnston & Mawson, 1945)[11]

Capillostrongyloides minima et C. zederi, reconnues par Moravec (1982), sont synonymes de C. sentinosa selon Moravec (2001).
Au 23 mars 2024, World Register of Marine Species reconnaît trois espèces supplémentaires, en plus de celles citées précédemment :
- Capillostrongyloides arapaimae Santos, Moravec & Venturieri, 2022
- Capillostrongyloides congiopodi Cantatore, Rossin, Lanfranchi & Timi, 2009
- Capillostrongyloides morae Gonzalez Solis, Carrasson & Perez del Olmo, 2014